# Amazônia Legal

Localisation d'Amazônia Legal (en rouge) au Brésil

Amazônia Legal, également connue sous le nom d'Amazonie légale du Brésil, est la plus grande division socio-géographique du Brésil, contenant les neuf États du bassin amazonien. Le gouvernement a désigné cette région en 1948 sur la base de ses études en vue de planifier le développement économique et social de la région amazonienne.

## Zone
Cette désignation officielle englobe les sept États de la région Nord (Acre, Amapá, Amazonas, Pará, Rondônia, Roraima et Tocantins), ainsi que la majeure partie du Mato Grosso dans la région Centre-Ouest et la partie ouest du Maranhão dans la région Nord-Est. Amazônia Legal est une région de 5 016 136,3 km2 avec environ 24 millions d'habitants ; elle représente 59% du territoire géographique du Brésil, mais seule 12,34% de la population brésilienne y vit. L'unité administrative a été initialement établie par la loi fédérale n° 5.173 (art. 2).
La région recouvre trois biomes différents : tout le biome amazonien du Brésil, 37 % du biome du Cerrado et 40 % du biome du Pantanal. La principale caractéristique de la région est la végétation abondante et tropicale, y compris de grandes sections de forêt tropicale.
L'Amazônia Ocidental comprend les états de : Acre, Amazonas, Roraima et Rondônia.

## Démographie
Une population totale de 24,7 millions d'habitants vit dans la région, dont plus de 300 000 autochtones appartenant à plus de 170 ethnies.
En raison de son éloignement, cette région fut la dernière à être colonisée par des Brésiliens d'origine européenne. Elle a encore une très faible densité de population.